# Ясіль Пуїг
Ясіль Пуїг Валдес (ісп. Yasiel Puig Valdés; 7 грудня 1990) — кубинський професійний бейсболіст, який грає на позиції аутфілдера в клубі Головної ліги бейсболу «Лос-Анджелес Доджерс». Дебютував в МЛБ 3 червня 2013 року.

## Професійна кар'єра
Пуїг поїхав з Куби у 2012 році й почав процедуру з отримання місця проживання в Мехіко, щоб стати вільним агентом в МЛБ. 28 червня 2012 року він підписав семирічний контракт з «Лос-Анджелес Доджерс» на суму 42 млн доларів. Клуб включив його до свого складу і направив у свій фан-клуб «Аризона Ліга Доджерс». За дев'ять ігор його відсоток реалізації склав 40%, він зробив 4 хоум-рана і 11 RBI.
13 серпня 2013 року «Доджерс» перевели його в фарм-клуб «Ранчо Кукамонга Квейкс» з Class A-Advanced Каліфорнійської ліги. За 14 ігор в команді його відсоток відбивання склав 32,7%. Після завершення сезону він був заявлений для участі в Аризонскій осінній лізі за команду «Меса Солар Сокс». Проте через інфекцію в правій руці переніс операцію і вибув зі складу на кілька місяців. Після виходу з лікарні він відіграв зимовий період в Пуерто-Рико.
З початку 2013 року, він провів успішні весняні тренування з «Доджерс» в Лізі Кактуса, реалізуючи 52,6% виходів на биту і в мас-медіа з'явилися чутки про його швидку появу в основному складі «Доджерс». Однак він був переведений в команду «Чаттанога Лукаутс» з АА-ліги незадовго до закінчення весняної серії.
2 червня 2013 року «Доджерс» оголосили, що відкликали Пуїга з «Чаттаногі» і він дебютував в МЛБ 3 червня. У своєму першому виході на биту він зробив сингл, а всього зробив 2 з 4 вдалих виходів.
З початку сезону 2015 року почав відчувати проблеми з ахілловим сухожиллям на лівій нозі, через що пропустив кілька матчів. 26 квітня 2015 року вперше у своїй кар'єрі був поміщений в 15-й денний список травмованих. 6 червня він повернувся в основний склад команди. 18 серпня Пуїг знову отримав травму ахіллового сухожилля (цього разу на правій нозі) і був поміщений на дев'ять днів в список травмованих. Повернення на поле Ясіля відбулося 3 жовтня і він відіграв два останні матчі сезону. Всього в сезоні 2015 року він зіграв 79 ігор, в яких  середня реалізація виходів на биту склала 25,5%, він вибив 11 хоум-ранів і набрав 38 RBI.